# ماری لوکزامبورگ
ماری لوکزامبورگ (انگلیسی: Marie of Luxembourg, Countess of Vendôme; c. 1472 – ۱ آوریل ۱۵۴۷) شاهزاده اهل فرانسه و بزرگترین دختر پیتر دوم لوکزامبورگ و وارث اصلی وی و مارگارت ساوی دختر لویی یکم دوک ساوی بود او نخست با دایی اش ژاک ساوی در حالی که کودکی بیش نبود ازدواج نمود و در ادامه با کنت واندوم ازدواج نمود او از ازدواج نخستش یک دختر و از ازدواج دومش پنج فرزند داشت او آنقدر زنده بود تا ببیند نوه اش ماری ملکه اسکاتلند بشود نهایتاً وی قصرش در سن ۷۵ سالگی درگذشت.